# Carl Erik Hjelm
Carl Erik Hjelm (i riksdagen kallad Hjelm i Hanlunda), född 17 juni 1826 i Björkviks församling, Södermanlands län, död 21 februari 1896 i Örebro församling, var en svensk folkskollärare och riksdagsman.
Hjelm var verksam som folkskollärare i Skellefteå landsförsamling. Som riksdagsman var han ledamot av andra kammaren 1870–1878, invald i Västerbottens norra domsagas valkrets.